# Carl Brashear
Pour les articles homonymes, voir Brashear.
Carl Maxie Brashear, né le 19 janvier 1931 à Tonieville (en) dans l'État du Kentucky et mort le 25 juillet 2006 à Portsmouth dans  l'État de la Virginie est un militaire américain. Il commence sa carrière comme simple matelot sur un bâtiment de guerre américain. Il est le premier Afro-Américain à devenir instructeur de plongée au sein de l'US Navy (US Navy Master Diver). Avant lui trois autres hommes de couleur avaient déjà été scaphandriers pendant la Seconde Guerre mondiale. Après une amputation, il est également le premier plongeur militaire américain à être pleinement réintégré malgré son handicap. Il prend sa retraite en 1979 au grade de Boatswain's mate (United States Navy) (en).

## Biographie

### Jeunesse et formation
Carl M. Brashear est né le 19 janvier 1931 à Tonieville dans le Kentucky, aux États-Unis, sixième des huit enfants d'un cultivateur afro-américain, McDonald Brashear, et de Gonzella Brashear. En 1935, sa famille s'installe dans une ferme à Sonora. Carl a suivi ses études primaires à la Sonora Grade School, de 1937 à 1946, avant d'arrêter ses études à l'âge de quinze ans. Déjà enfant il préférait aller nager plutôt que d'aller à l'école,,,,.

### Carrière militaire
Brashear s'enrôle dans l'U.S. Navy dès le 25 février 1948, à l'âge de dix-sept ans, peu de temps après que le Président des États-Unis, Harry S. Truman, décide d'autoriser l'enrôlement d'afro-américains dans ce corps d'armée par l'Executive order 9981, qui gardait encore à cette époque un caractère fortement ségrégationniste,,,.
Dans un premier temps, Brashear est steward, puis il sert sur la base aéronavale de Key West en Floride dans l'escadron VX-1, puis sur les escorteurs USS Palau et USS Tripoli et commence son entraînement de sauveteur,,.
Il entre à l'U.S. Navy Diving & Salvage School, de Bayonne dans le New Jersey, d'où il sortira en 1954, et devient, ainsi, le premier afro-américain diplômé de cette école et également le premier afro-américain des États-Unis à être plongeur dans la Navy, non sans rencontrer de nombreuses difficultés. En effet, durant sa formation à l'U.S. Navy Diving & Salvage School, Brashear doit faire face au racisme et à l'hostilité de ses camarades, comme de ses supérieurs hiérarchiques. Il trouvera par exemple plusieurs notes sur sa couchette, où seront inscrites diverses menaces racistes. Toutefois, Brashear reçoit les encouragements et devient First Class Boatswain's Mate, matelot de Première Classe, tout en obtenant la note de 16/17 au test d'usage,,,.
La première mission de Brashear, en tant que scaphandrier, fut de récupérer environ 16 000 munitions au fond de la mer, tombées d'une barge qui s'était brisée et avait été coulée par le fond. Lors de son affectation à la base aéronavale de Quonset Point Air National Guard Station, dans le Rhode Island, ses fonctions comprenaient la récupération d'avions coulés, dont un Blue Angel, et la récupération de plusieurs cadavres.
Par la suite, Brashear a été affecté à l'escorte du yacht présidentiel, le Barbara Anne, vers le Rhode Island. À cette occasion, il rencontre le président Eisenhower, dont il reçoit, en cadeau, un petit couteau, sur lequel est inscrit : « Pour M. Carl Brashear. De Dwight D. Eisenhower, 1957. Merci, merci beaucoup ».
En 1959, il reste trois années à Guam, dans l'Océan Pacifique, durant lesquelles il effectuera principalement des missions de démolition sous-marines,.

#### Amputation de la jambe
En janvier 1966, durant un incident aujourd'hui connu comme l'accident nucléaire de Palomares, une bombe nucléaire de type B28 est perdue au large de la côte de Palomares, dans la province d'Andalousie, en Espagne, après la collision d'un Boeing B-52 Stratofortress du Strategic Air Command et d'un Boeing KC-135 Stratotanker, qui effectuaient une mission de ravitaillement aérien. Le B-52G se brise en plusieurs morceaux, et perd les quatre bombes B28 qu'il transportait. Trois d'entre elles sont retrouvées à terre, près du village de Palomares, mais la quatrième reste manquante, tombée dans la mer Méditerranée,,.

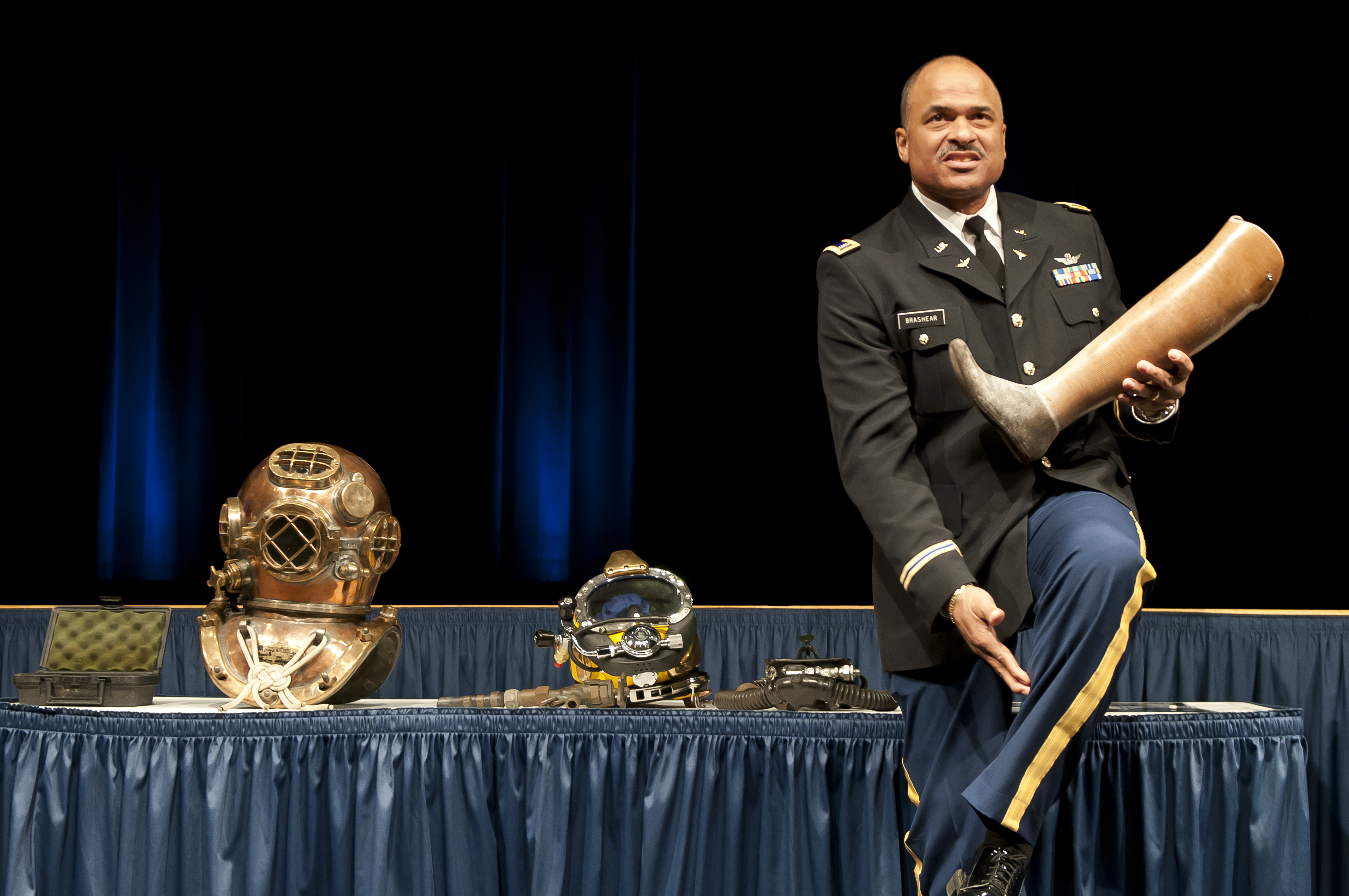

Brashear servait alors à bord de l'USS Hoist (ARS-40) (en), quand il a été envoyé afin de localiser et de récupérer le missile nucléaire disparu, au profit de l'Air Force. Après deux mois et demi de recherches, l'ogive est enfin récupérée,.
Lors des opérations de récupération de la bombe le 23 mars 1966, un câble utilisé pour le remorquage se rompt, provoquant la rupture d'un tuyau qui frappe la jambe gauche de Brashear sous le genou, la cisaillant presque. Il est admis à l'hôpital de la Base aérienne de Wiesbaden, Allemagne puis transféré à l'hôpital naval de Portsmouth, Virginie. Atteint d'une infection persistante et de nécrose, il est finalement amputé de la partie inférieure de la jambe gauche,,.
Brashear reste au Centre médical régional de la marine à Portsmouth de mai 1966 à mars 1967 pour se rétablir après l'amputation,.
Puis de mars 1967 à mars 1968, Brashear est affecté à la deuxième unité de déminage du port, l'école de plongée, pour préparer son retour au service actif et à la plongée.
En avril 1968, après une longue lutte, Brashear est le premier plongeur amputé à être recertifié comme plongeur de la marine américaine,,,.
En 1970, il devient le premier Afro-Américain de la marine américaine admis au grade de Maître Plongeur, et continue à servir neuf ans, atteignant le grade de second capitaine de bateau en 1971.
Brashear a indiqué avoir toujours été motivé par sa conviction que « Ce n'est pas un péché de se faire renverser ; c'est un péché de rester à terre » et « Je ne laisserai personne me voler mon rêve ».

### Le retour à la vie civile
Après 31 ans de service, Brashear prend sa retraite avec le grade de Boatswain's mate (United States Navy) (en), qui est le plus haut grade délivré aux sous-officiers de l'US Navy et à titre exceptionnel,.
D'avril 1979 à août 1980, il travaille comme consultant auprès de la Marine royale saoudienne.
De février à novembre 1982, il est engagé par les Government Services & CDI Marine à Chesapeake, Virginie.

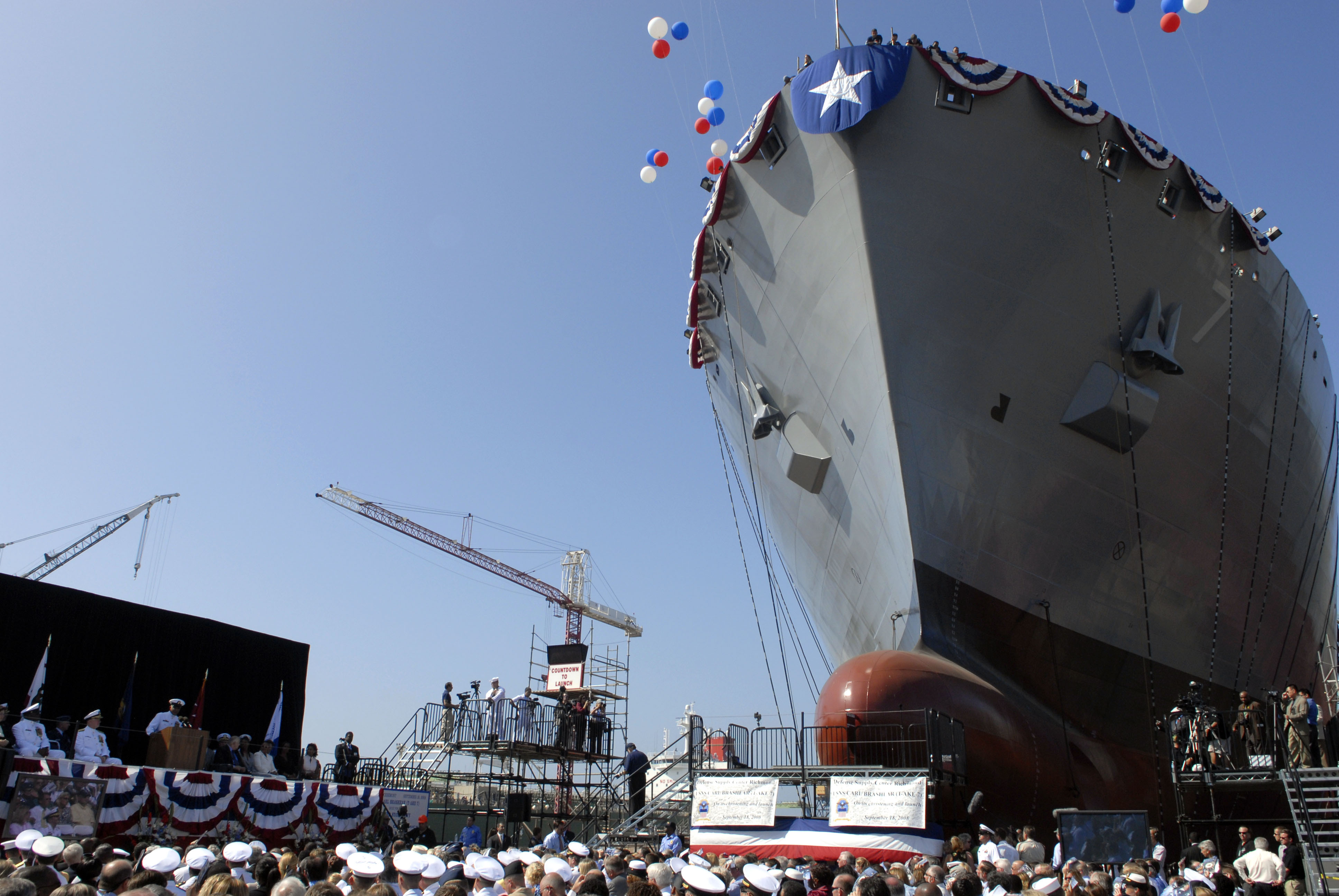

De novembre 1982 à janvier 1993, il travaille comme spécialiste de la sécurité environnementale et conservation de l'énergie à la Naval Communication Area Master Station Atlantic de Norfolk en Virginie.
Il prend sa retraite définitive en janvier 1993.

### La Fin
Carl Brashear décède le 25 juillet 2006 au Naval Medical Center Portsmouth (en) de Portsmouth dans la Virginie, des suites d'une insuffisance respiratoire ayant entraîné une défaillance cardiaque selon son épouse Junetta Brashear.
Carl Brashear repose au  Woodlawn Memorial Gardens (en) de Norfolk en Virginie.
Sa mémoire est entretenue par la Carl Brashear Foundation.
Carl Brashear est une des figures de la lutte des Afro-Américains dans leur conquête de leurs droits civiques.

### Vie privée
Carl Brashear épouse Junetta Wilcoxson en 1952, le couple divorce en 1978. Il épouse en secondes noces Hattie Elam en 1980, ils divorcent en 1983. Enfin il épouse en troisièmes noces Jeanette Brundage en 1985, le couple divorce en 1987,.
de son premier mariage avec  Junetta Wilcoxson, naissent trois enfants Dawayne Brashear,  Phillip Maxie Brashear et Patrick Brashear,.

## Récompenses, distinctions et hommages
- En 2000, est publié le roman de David Robbin, Men of Honor, New York, Onyx, 2000, 308 p. (ISBN 9780451409744, lire en ligne), qui raconte la vie de Carl Brashear,
- En 2000, le film Les chemins de la dignité, avec Cuba Gooding Jr. qui joue son rôle, raconte ses combats contre le racisme et son héroïsme[20],[21].
- En 2005, un bâtiment de l'US Navy porte son nom l' USNS Carl Brashear (T-AKE-7) (en)[22],[23].
- Le Radcliff Veterans Center du Kentucky prend le nom de Carl M. Brashear Radcliff Veterans Center[24],[25]

### Décorations militaires
- Navy and Marine Corps Medal[15]
- Achievement Medal
- Commendation Medal
- Presidential Unit Citation
- Navy Unit Commendation
- Secretary of Defense Medal for Outstanding Public Service (en)
- Good Conduct Medal
- China Service Medal
- Navy Occupation Service Medal
- National Defense Service Medal
- Korean Service Medal
- Armed Forces Expeditionary Medal
- United Nations Korea Medal
- Korean War Service Medal